# Pleasantville (singolo)
Pleasantville è un singolo del rapper italiano Nitro, pubblicato il 16 ottobre 2015 come terzo estratto dal secondo album in studio Suicidol.

## Descrizione
Come con il singolo precedente, anche Pleasantville è stato interamente prodotto da Low Kidd. Definito da Nitro come «l'unico pezzo davvero romantico del disco», nel testo l'amore viene collegato alla sofferenza, non venendo inteso come un sentimento spensierato.
Contiene un campionamento del brano Love in the City della cantautrice statunitense Lissie.

## Video musicale
Il video, diretto da Mauro Russo e girato in bianco e nero presso il Gabbiano Hotel di Marina di Pulsano, è stato reso disponibile il 28 ottobre 2015 attraverso il canale YouTube del rapper.